# Сен-Сальваду
Сен-Сальваду́ (фр. Saint-Salvadou, окс. Sent Sauvador) — коммуна во Франции, находится в регионе Окситания. Департамент — Аверон. Входит в состав кантона Рьёпейру. Округ коммуны — Вильфранш-де-Руэрг.
Код INSEE коммуны — 12245.
Коммуна расположена приблизительно в 510 км к югу от Парижа, в 95 км северо-восточнее Тулузы, в 39 км к западу от Родеза.

## Население
Население коммуны на 2008 год составляло 402 человека.
| 1962 | 1968 | 1975 | 1982 | 1990 | 1999 | 2008 |
| ---- | ---- | ---- | ---- | ---- | ---- | ---- |
| 527  | 608  | 546  | 520  | 505  | 432  | 402  |

## Администрация
| Период | Период | Фамилия     | Партия                         | Примечания |
| ------ | ------ | ----------- | ------------------------------ | ---------- |
| 1971   | 2008   | Роже Комбет | Союз за французскую демократию |            |
| 2008   |        | Жером Рикар |                                |            |

## Экономика

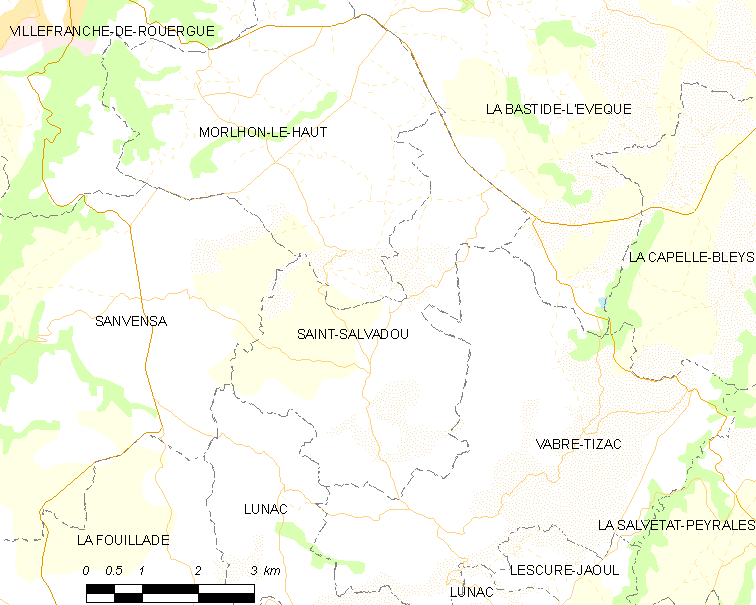
Карта коммуны

В 2007 году среди 236 человек в трудоспособном возрасте (15—64 лет) 174 были экономически активными, 62 — неактивными (показатель активности — 73,7 %, в 1999 году было 70,8 %). Из 174 активных работали 166 человек (94 мужчины и 72 женщины), безработных было 8 (3 мужчин и 5 женщин). Среди 62 неактивных 19 человек были учениками или студентами, 23 — пенсионерами, 20 были неактивными по другим причинам.